# Berardie
Die Berardie (Berardia lanuginosa) ist die einzige Art der Pflanzengattung Berardia in der Familie der Korbblütler (Asteraceae).

## Beschreibung

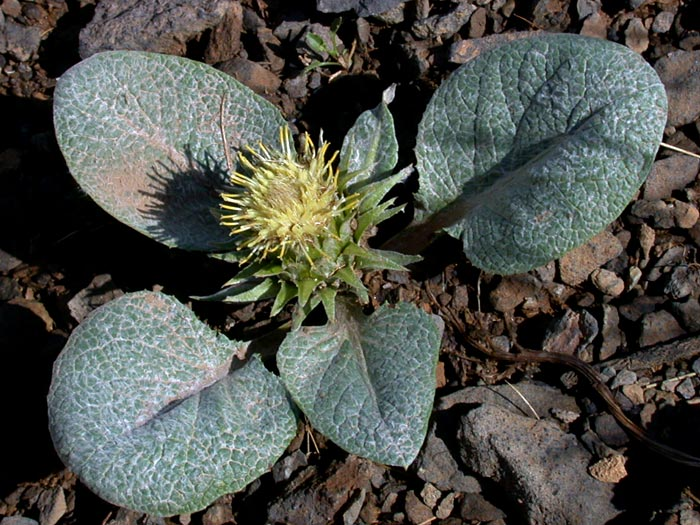
Habitus, Laubblätter und Blütenkorb

### Vegetative Merkmale
Die Berardie wächst als mehrjährige, krautige Pflanze. Sie bildet eine lange, senkrechte Pfahlwurzel. Diese unverzweigte Rosettenpflanzen ist fast stängellos oder der kurze Stängel ist ungefähr 4 Zentimeter, selten bis zu 10 Zentimeter hoch. Der Stängel ist weißfilzig behaart.
Die etwa fünf, selten bis zu acht Laubblätter sind nur in einer grundständigen Rosette angeordnet. Ein schmaler Saum läuft am 3 bis 5 Zentimeter langen, abgeflachten Blattstiel herab. Die relativ dicke, in der Größe stark variierende und manchmal bis zu 11 Zentimeter lange sowie ebenso breite Blattspreite ist rundlich-eiförmig bis elliptisch. Der ausgeprägte Blattgrund ist herzförmig. Es ist eine auffallende, netzartige Nervatur vorhanden. Selten befindet sich unter der Blattspreite ein Fiederpaar. Die Blattoberseite erscheint durch eine mehr oder weniger dichte, spinnwebartige Behaarung (Indument) graugrün und verkahlt später. Die Blattunterseite ist weißfilzig behaart und verkahlt nicht.

### Generative Merkmale
Die Blütezeit reicht von Juli bis August. Je Pflanzenexemplar wird nur ein Blütenkorb gebildet. Die körbchenförmigen Blütenstände sind bei einem Durchmesser von 5 bis 7 Zentimetern scheibenförmig. Das Involukrum ist zur Anthese 30 bis 35 Millimeter hoch und breit eiförmig. An der Basis des Involukrums befinden sich meist verschieden viele, unterschiedlich große, laubblattartige Hochblätter, die meist länglich-lanzettlich bis länglich-dreieckig und undeutlich gestielt sowie wollig behaart sind. Die äußeren Hüllblätter sind dreieckig, die mittleren länglich und die inneren linealisch-lanzettlich. Die Hüllblätter laufen langsam in ein nicht stechendes oberes Ende aus und besitzen keine Anhängsel. Die äußeren sowie die mittleren Hüllblätter sind in der oberen Hälfte beidseitig grünlich und mehr oder weniger dicht weißwollig behaart. Der flache Körbchenboden besteht aus massivem Schwammparenchym und besitzt eine fünfkantig-wabige Oberfläche, deren niedrige Säume an den Ecken in einfache Zähnchen ausgezogen sind.
Der Blütenkorb enthält zahlreiche (etwa 80) Röhrenblüten. Es sind am Rand ein oder zwei Reihen funktionell weibliche Röhrenblüten und zahlreiche, zwittrige Röhrenblüten vorhanden. Die inneren Röhrenblüten besitzen fast radiärsymmetrische, gelblich-weißen Blütenkronen. Bei diesen etwa 20 Millimeter langen Blütenkronen sind die Kronblätter auf einer Länge von etwa 12 Millimetern zu einer an ihrer Basis etwas trichterförmig erweiterten Kronröhre verwachsen. Ihre Kronzunge ist bei einer Länge von 7 bis 8 Millimetern am Grunde etwas glockenförmig und sie endet in 2 Millimeter langen sowie im unteren Bereich 0,5 Millimetern breiten länglichen Kronzipfeln. Die Blütenkrone besitzt zehn Gefäße. Ihre Blütenkrone wird schon zur Anthese um einige Millimeter von der etwa 10 Millimeter langen Staubblattröhre überragt. Die etwa 6 Millimeter langen Staubbeutel besitzen am oberen Ende 1 Millimeter lange strohfarbene, schwertförmige Konnektivfortsätze und an ihrer Basis zehn 1,5 Millimeter lange, schwanzförmige, manchmal zweizipflige Staubblattanhängsel. Über ein 0,5 Millimeter langes Antheropodium dem Konnektiv inseriert sind die bei einer Länge von 4 Millimetern bandförmigen, völlig glatten Staubfäden. Der Griffelschaft ist auf seiner ganzen Länge rundlich, glatt, unstrukturiert und geht von einer zwiebelförmig verbreiterten Basis aus. Das mit einer Länge von etwa 1,5 Millimetern zylindrische Griffelende besitzt zwei 0,6 bis 0,7 Millimeter lange sowie etwa 0,4 Millimeter breite, an den oberen Enden gerundete, spreizende, innen mit Papillen bedeckte Griffeläste. An der Basis der Griffelspitze ist keine ringförmige Gewebeerweiterung kein Kranz aus Fegehaaren vorhanden.
Die am Korbrand angeordneten Röhrenblüten besitzen auch eine gelblich-weiße Blütenkrone, die nur etwa 15 Millimeter lang ist. Die an ihrer Basis nur wenig erweiterte Kronröhre ist etwa 10 Millimeter lang und geht direkt in die an ihrer Basis nur wenig erweiterte, etwa 5 Millimeter lange Kronzunge über, die in vier bis fünf etwa 1 Millimeter langen und ihrer Basis 0,5 Millimeter breite Kronzipfeln endet. Bei ihnen sind nur vier oder fünf freie Staminodien vorhanden. Ihr Griffel ist weitgehend ähnlich zu denen der inneren Röhrenblüten.
Die länglichen Achänen sind 11 bis 14 Millimeter lang, 2 bis 2,5 Millimeter breit sowie 1,3 bis 1,5 Millimeter dick mit einem elliptisch-vierkantigen Querschnitt. Das Perikarp setzt sich ohne erkennbare Einschnürung in die Pappusborsten fort. Das Nektarium ist kurz kegelstumpfförmig. Die Oberfläche des Perikarp ist strohfarben, glatt, völlig kahl sowie mehr oder weniger glänzend. Die zehn Längsrippen sind nicht deutlich erkennbar. Die Narbe der Ablösungsstelle ist flach-elliptisch. Der Same wird von einer papierfeinen Testaepidermis umgeben. Der nicht abfallende, einfache Pappus besteht aus in drei- bis vierzähligen Schrägzeilen angeordneten Borsten. Die in der unteren Hälfte rauen, in der oberen Hälfte bebärteten, etwas rötlichen Pappusborsten sind einfach und bei einer Länge von 18 bis 20 Millimetern mehr oder weniger gleich lang.

### Chromosomensatz
Die Chromosomenzahl beträgt 2n = 36.

## Vorkommen
Diese extrem seltene Pflanzenart kommt als Endemit nur in den französischen und italienischen Alpen südlich des Mont Cenis vor. Sie gedeiht auf Kalkschutt in Höhenlagen von 1800 bis 2800 Metern.
Es handelt sich bei Berardia lanuginosa um eine Reliktpflanze aus der Entstehungszeit der Alpen.

## Systematik und botanische Geschichte
Schon im 16. Jahrhundert wurde die Berardie vom Zürcher Botaniker Conrad Gessner abgebildet. Die Erstveröffentlichung erfolgte unter dem Namen (Basionym) Arctium lanuginosum durch Jean-Baptiste Lamarck im März 1779. Der gültige Name Berardia lanuginosa (Lam.) Fiori wurde im Jahre 1904 durch Adriano Fiori veröffentlicht. Die Gattung Berardia wurde im April 1779 durch Dominique Villars mit Berardia subacaulis Vill. in Prospectus de l'Histoire des Plantes de Dauphiné, 28 aufgestellt. Nach den heutigen Regeln hätte er aber das Artepitheton lanuginosum verwenden müssen. Der von Dominique Villars verwendete Name ist also ein Synonym. Der Gattungsname Berardia ehrt den französischen Apotheker und Botaniker Pierre Bérard (ca. 1580 bis ca. 1664) aus Grenoble.
Berardia lanuginosa (Lam.) Fiori ist die einzige Art der Gattung Berardia in der Familie Asteraceae. Die Stellung der Gattung Berardia wurde kontrovers diskutiert, molekulargenetische Untersuchungen ergeben, dass sie in die Tribus Cynareae gehört.

## Weiterführende Literatur
- Alfonso Susanna, Núria García-Jacas, O. Hidalgo, Roser Vilatersana, Teresa Garnatje: The Cardueae (Compositae) revisited: insights from ITS, trnL-trnF, and matK nuclear and chloroplast DNA analysis. In: Ann. Missouri. Bot. Gard., Volume 93, 2006, S. 150–171.